# ديفيد بيي
ديفيد بيي هو عازف جاز وملحن بلجيكي، ولد في 17 أكتوبر 1903 في بروكسل في بلجيكا، وتوفي في 1992.

## وصلات خارجية
- ديفيد بيي على موقع ميوزك برينز (الإنجليزية)
- ديفيد بيي على موقع ميوزك برينز (الإنجليزية)
- ديفيد بيي على موقع أول ميوزيك (الإنجليزية)
- ديفيد بيي على موقع ديسكوغز (الإنجليزية)
- ديفيد بيي على موقع ديسكوغز (الإنجليزية)